# Raymond Patenôtre
Raymond Patenôtre des Noyers (Atlantic City, 31 juli 1900 - Parijs, 19 juni 1951), was een Frans uitgever en politicus.

## Biografie

### Achtergrond
Raymond Patenôtre werd op 31 juli 1900 in Atlantic City (VS) geboren als zoon van Jules Patenôtre des Noyers (1845-1925), voormalig ambassadeur van Frankrijk in de Verenigde Staten van Amerika (1890-1897) en daarna resident aldaar en diens Amerikaanse vrouw Eleanor Elverson, zuster van de eigenaar van de krant en:The Philadelphia Inquirer, James Elverson, Jr. In 1929 werd Eleanor Paternôtre zelf eigenaresse van de Inquirer. In 1929 verkochten mevr. Patenôtre en haar zoon Raymond de krant

### Uitgever
Raymond Patenôtre was in Frankrijk eigenaar van de persgroep Omniun républicain de la presse die een aantal belangrijke regionale kranten uitgaf: Le Petit Niçois, Le Petit Var, La Sarthe, Le Petit Harvais, La Gazette de Seine-et-Marne, l'Express de l'Est, Lyon républicain en Le Petit Journal (1934-1937) (in 1937 verkocht aan de Parti Social Français), het weekblad Marianne (vanaf 1936) en L'Auto (vanaf 1939).

### Politicus
Raymond Patenôtre was ook politiek actief. In 1928 werd hij als onafhankelijk links politicus voor het departement Seine-et-Oise in de Kamer van Afgevaardigden (Chambre des Députés) gekozen. In 1936 sloot hij zich aan bij de Union Socialiste Républicaine (USR, Unie van Socialistische Republikeinen). Vervolgens was hij (3 juni 1932 - 9 februari 1934) onderstaatssecretaris voor Economische Zaken in de kabinetten: Herriot (3), Paul-Boncour, Daladier (1), Chautemps (2) en Daladier (2).
Van 10 april 1938 tot 15 september 1939 was hij minister van Economische Zaken vin het kabinet-Daladier (3)
Als parlementslid nam Patenôtre geen deel aan de stemming van 10 juli 1940 tijdens welke stemming aan maarschalk Philippe Pétain volmachten werden verleend.
Raymond Patenôtre overleed op 19 juli 1951 op 50-jarige leeftijd in Parijs.

## Privé
Raymond Patenôtre was tweemaal getrouwd geweest, eerst met Jacqueline Thome-Patenôtre (1906-1995), onderstaatssecretaris tijdens de Vijfde Franse Republiek en lid van de Senaat (Sénat) (1948-1958) en Nationale Vergadering (Assemblée Nationale) (1958-1978) voor de Parti Socialiste. Zijn tweede huwelijk was met Dolorès Deléphine, bij wie hij twee kinderen had. Na zijn overlijden hertrouwde Dolorès met de politicus Félix Gaillard d'Aimé (1919-1970).